# Franklinia alatamaha
Genre
Espèce
Classification APG III (2009)
Statut de conservation UICN

 EW  : Éteint à l'état sauvage
Franklinia alatamaha est une espèce de plantes à fleurs de la famille des Theaceae. Elle est l'unique espèce du genre Franklinia. Cette espèce, éteinte à l'état sauvage, vivait en Géorgie aux États-Unis.